# Yongyŏn-gun
Yongyŏn-gun (koreanska: 룡연군) är en kommun i Nordkorea.   Den ligger i provinsen Södra Hwanghae, i den sydvästra delen av landet, 120 km sydväst om huvudstaden Pyongyang.